# 제3대 마치 백작 에드먼드 모티머
에드먼드 드 모티머 백작(Edmund de Mortimer, 3rd Earl of March, 1352년 2월 1일~1381년 12월 27일)은 영국의 귀족이다. 마치 백작과 모티머 남작인 로저 3세 모티머의 아들이자 에드워드 3세의 섭정이자 프랑스의 이사벨라의 정인이었던 로저 2세 모티머의 증손자였다.
라이오넬 플랜태저넷의 딸 필리파 앤트워프와 혼인하여 클래런스 공작위와 얼스터 백작위를 상속받았다. 에드먼드의 딸 앤 모티머는 요크 왕가의 요크의 리처드 2세와 결혼했다. 요크의 리처드 2세는 그의 어머니 필리파 앤트워프의 사촌동생이기도 했다.